# Galium philistaeum
Galium philistaeum är en måreväxtart som beskrevs av Pierre Edmond Boissier. Galium philistaeum ingår i släktet måror, och familjen måreväxter.
Artens utbredningsområde är Israel. Inga underarter finns listade i Catalogue of Life.